# Włodzimierz Staszak
Włodzimierz Staszak (ur. 20 maja 1948) – polski lekkoatleta, średniodystansowiec, halowy mistrz Polski, medalista halowych mistrzostw Europy w 1974.

## Kariera sportowa
Był zawodnikiem Zawiszy Bydgoszcz.
Jego największym sukcesem w karierze był brązowy medal halowych mistrzostw Europy w 1974 w biegu na 1500 m, z wynikiem 3:43.48. Na halowych mistrzostwach Europy w 1973 zajął w tej samej konkurencji 8. miejsce, z wynikiem 3:45,75. W 1974 reprezentował Polskę w jednym meczu międzypaństwowym.
Na halowych mistrzostwa Polski zdobył w biegu na 1500 metrów złoty (1973) i srebrny (1974) medal. Na mistrzostwach Polski seniorów na otwartym stadionie trzykrotnie zajmował miejsce w pierwszej ósemce biegu na 1500 metrów, a najbliżej medalu był w 1973 (4. miejsce).
Rekord życiowy na 1500 m - 3:41.0 (29.07.1973).